# Yasmin Ali
Yasmin Ali (em árabe: ياسمين علي; nascida em 13 de janeiro de 1990), é uma cantora egípcia, Trabalha como solista na Ópera Egípcia e atriz na equipe de atuação do ator Muhammad Sobhi.

## Biografia
Yasmin nasceu em Mahmudiya, Beheira, e foi criado em Sidi Gaber, Alexandria. Ela canta desde a infância. Seu primeiro show aos 8 anos foi na inauguração do Anfoushi Culture Palace até ela entrar no Instituto de Música Árabe por um ano.

### Obras de arte
- Série Yamiat Wanis (Cantora - Atriz) [9][10][11]
- Canção El Hykaiah (letra de Ahmed Hasan)
- Etkhalaana doaaf (canção) [12]
- Hob zaman (canção)

## Prêmios
- Prémio de Melhor Voz ao nível das escolas da República (1996 e 1997).
- Prêmio de Melhor Canção para Quds (1996) no Festival dos Palácios da Cultura a nível da República.[13]
- Prêmio Dr. Ahmed Zewail (Prêmio de Criatividade Artística como Melhor Voz na Ópera do Cairo) 2006.[14]